# Tebaina
La tebaina (C19H21NO3) è uno dei numerosi alcaloidi contenuti nell'oppio, chimicamente prossimo a morfina e codeina ma più tossico, e viene utilizzato principalmente per creare derivati sintetici quali ossicodone, naloxone (antagonizzante dei recettori oppioidi), buprenorfina ed etorfina.
Non è possibile utilizzarla per la terapia antalgica e neppure come bechico (azione calmante della tosse) perché ha un effetto altamente convulsivante simile alla stricnina, sicché non presenta alcun uso terapeutico. 
Il suo nome deriva dalla città egizia di Tebe, uno dei centri antichi del commercio di oppio.